# Zuzana je sama doma
Zuzana je sama doma (1960) je pásmo písniček s průvodním slovem Miroslava Horníčka, které pro divadlo upravil Jiří Suchý.
Průvodní slovo vypráví ze záznamu hlas Zuzany (Zuzana Stivínová), která se pohádala se svým přítelem Honzou, ten šel pryč a ona je sama doma. Pouští si písničky v magnetofonu a ty jsou pak hrány živě na jevišti. Zpěváky doprovázel Ferdinand Havlík s Orchestrem divadla Semafor.
Část písniček z pásma Zuzana je sama doma tvoří starší skladby z Reduty (z doby před založením Semaforu), některé jsou zase Suchým přetextované americké písně.
Zuzana je sama doma je první ze „Zuzan“, písničkových pásem Semaforu. Následovaly Zuzana je zase sama doma (1961), Zuzana není pro nikoho doma (1963), Zuzana je všude jako doma (1965), Zuzana v lázni (1972) a Zuzana se vrací (1999).

## Seznam písniček
- To všechno vodnes čas
- Bílá myška v deliriu
- Koupím si já koně vraný v bazaru
- Hluboká vráska
- Kapradí
- Blues na cestu poslední
- Co je to láska
- Pradlenka z Portugalu
- Magdaléna
- Vesnická romance
- Sněhová vločka
- Blues pro tebe
- Píseň čtyřtaktní
- Včera neděle byla (filmová písnička)
- Takový je život
- Říkávají lidé někteří
- Aristofanes
- Píseň o rose
- Barvy laky
- Pramínek vlasů (filmová písnička)
- Bratranec
- Marnivá sestřenice

## Zvukové záznamy hry
- Divadlo Semafor 1959–1969, Supraphon, 1978 – výběr 3 tracků: hlas Zuzany Stivínové na začátku představení a písně To všechno vodnes čas a Kapradí
- Zuzana je sama doma, Bonton, 1997 – kompletní záznam představení, pouze písničky

## Knižní vydání textu hry
- booklet CD Písničky ze Semaforu 5 – Zuzana je sama doma, Bonton, 1997
- Encyklopedie Jiřího Suchého, svazek 9, divadlo 1959–1962, Karolinum a Pražská imaginace, Praha 2002: s. 69–77.